# 酒糟

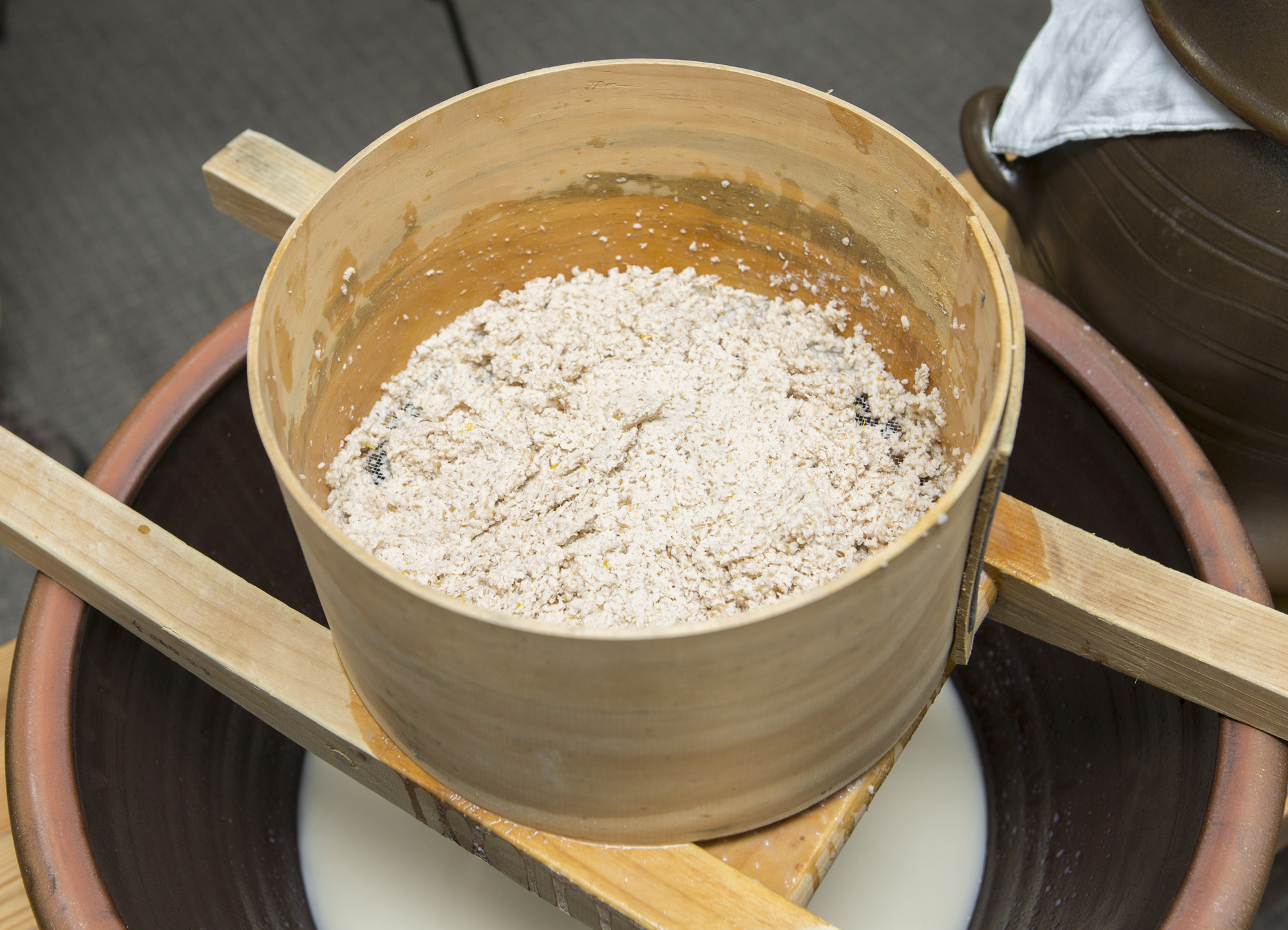
朝鲜酒糟

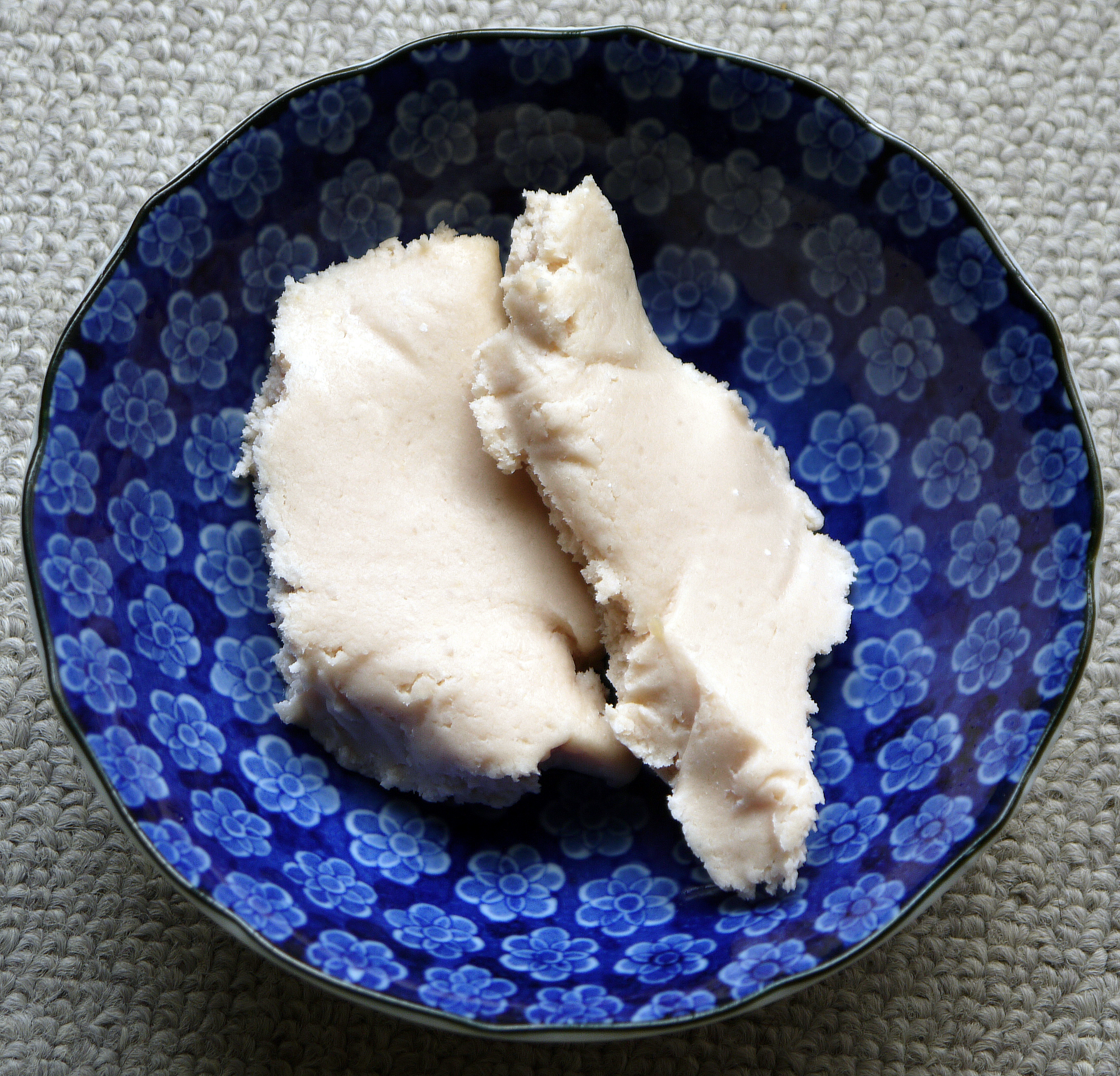
日本酒糟

酒糟，即酒滓、酒渣或酒粕，是米、麦、高粱等穀物酿酒后剩余的残渣。如把紅麴米酿酒后剩余的残渣即是红酒糟。酒糟可以作为調味料及牲畜的饲料。

## 參看
- 醪糟
- 红酒糟
- 豆粕